# Pleurogrammus
Pleurogrammus is een geslacht van straalvinnige vissen uit de familie van groenlingen (Hexagrammidae).

## Soorten
- Pleurogrammus azonus Jordan & Metz, 1913
- Pleurogrammus monopterygius (Atka makreel) (Pallas, 1810)